# Julio Iglesias Puga
Julio Iglesias Puga (Orense, 26 de julio de 1915-Madrid, 19 de diciembre de 2005) fue un ginecólogo español. Fue el padre del cantante Julio Iglesias y el abuelo paterno de Chábeli Iglesias, Julio Iglesias Jr. y Enrique Iglesias. Fue cariñosamente apodado Papuchi por los medios de comunicación.
Iglesias fue uno de los ginecólogos más jóvenes en trabajar en el sistema sanitario público español. Ayudó a fundar la Clínica de Maternidad de Madrid y se convirtió en el jefe de su unidad de esterilidad, infertilidad y de planificación. Según explicó en sus memorias, los momentos que le marcaron fueron «la guerra, el secuestro y la grave enfermedad de uno de sus hijos».

## Vida y carrera
Iglesias nació en Orense el 26 de julio de 1915. Julio era el quinto de los siete hijos de Ulpiano Iglesias Sarria (1887-1956), que era militar y farmacéutico, y Manuela Puga Noguerol (1888-1965). Su padre quiso que estudiase medicina, por lo que se marchó de su localidad natal para estudiar en Madrid. Una vez acabó la carrera, se convirtió en uno de los ginecólogos más jóvenes de la Seguridad Social y de los primeros en realizar el parto sin dolor, además fue uno de los creadores de la Clínica de Maternidad de Madrid, donde fue jefe de los departamentos de esterilidad, infertilidad y planificación familiar. La clínica se convirtió en una de las más avanzadas de su época. El ginécologo se basó en la idea de que «ante la maternidad, no podía distinguirse a la mujer rica de la pobre», por ello las habitaciones contaban camas cómodas y baño propio sin que las pacientes tuvieran que pagar por ello. Según explicó, el servicio podía mantenerse, ya que una parte de la misma clínica tenía otros servicios en los que sí había que pagar.
Durante la guerra civil española, Iglesias luchó en el bando sublevado y fue encarcelado en varias ocasiones durante el conflicto, por lo que,  según comentó en sus memorias, temió por su vida. Tras la finalización del conflicto, conoció a María del Rosario (Charo) de la Cueva y Perignat en el carnaval de Carabanchel Bajo y se casó con ella en 1943. Poco después de casarse, nacería su primer hijo, Julio José, por cesárea. Dos años después nacería su segundo hijo, Carlos Luis. Durante el apogeo del franquismo Julio Iglesias llegaría incluso a ser diputado provincial. Tras el nacimiento de su segundo hijo, se marcharían a vivir a Orense. Allí comenzaría a ser infiel a su esposa, lo que provocó que la relación entre ambos comenzara a ser cada vez más fría y distante.

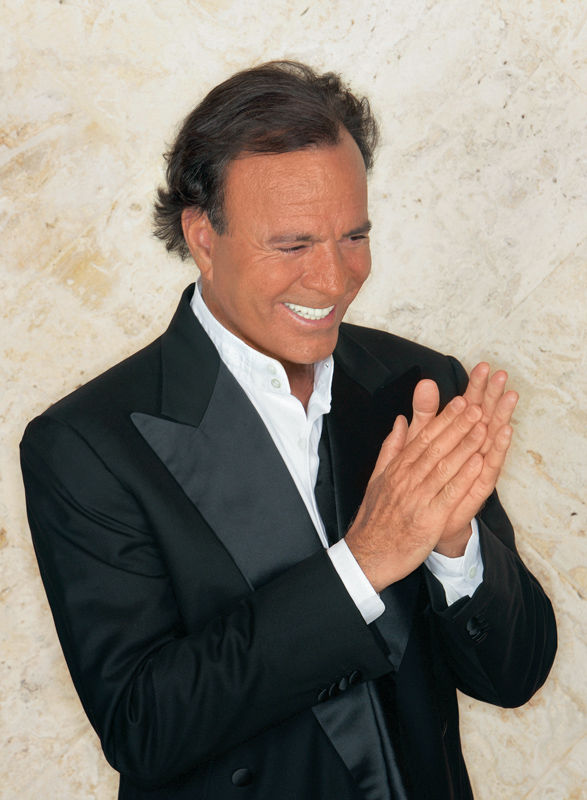
Su hijo Julio sufrió un accidente de tráfico que le dejó semiparalítico casi dos años. Años más tarde pagó a un equipo de seguridad para que le protegiese tras su secuestro a manos de ETA.

En 1963 su hijo mayor sufrió un accidente de tráfico que le dejó semiparalítico durante casi dos años, este se convirtió en el momento más duró de su vida al pensar que pudo haberlo perdido. Los médicos le habían aconsejado una operación de espalda que podía dañarle la médula espinal, pero él se negó a ello, ya que pensó que su hijo se recuperaría por sí mismo, algo que finalmente sucedió. En 1976 su por entonces esposa decidió irse a vivir con su hijo mayor a Miami mientras que el médico se quedó a vivir en Madrid. Tres años después consiguió llegar a ser Profesor Jefe de Servicio, del Cuerpo-Médico de la Beneficencia Provincial de Madrid en la especialidad Obstetricia y Ginecología.

### Secuestro
El 30 de diciembre de 1981 fue secuestrado por la banda terrorista ETA, quien lo mantuvo retenido en Trasmoz (Zaragoza) siendo los motivos meramente económicos. La policía creía que habían sido delincuentes comunes, ya que dicha banda nunca había secuestrado a alguien no vinculado a la política. Finalmente el 19 de enero de 1982 fue liberado por un grupo formado por policía y guardia civil, siendo el jefe al mando el comisario Domingo Martorell. A partir de entonces, su hijo mayor decidió pagar a un equipo de seguridad para protegerlo, estando al mando del mismo el propio Martorell, quien también fue su mano derecha, mánager y negociador de todos sus contratos. Este secuestro marcó su vida debido a lo inesperado y a lo mal que lo pasó, y decidió trasladarse periódicamente a Miami donde vivía su hijo Carlos para poder estar más tiempo con su familia.
En 1983 se divorció de María del Rosario. A partir de entonces comienza una relación sentimental con Begoña, una mujer 39 años más joven que él, pero que le abandonó porque él no quería casarse con ella hasta que no falleciese su antigua mujer. A comienzos de la década de 1990 conoce en una terraza del Paseo de La Habana de Madrid a la modelo Ronna Keith, 48 años más joven, a la que invita a pasar unos días con él en Galicia. La pareja se casó el 1 de marzo de 2001 por lo civil en Jacksonville (Florida), la familia supo del casamiento después de la ceremonia, ya que por aquel entonces aún vivía su antigua esposa y Julio decidió ocultarlo hasta el fallecimiento de la misma, hecho que sucedió en 2002. Su segunda mujer le explicó que quería tener un hijo con él para que hubiera una familia tras su muerte, algo que él aceptó y entendió. Julio, pese a su ya avanzada edad, puso todos los medios para que esto pudiera conseguirse, algo que finalmente dio sus frutos con el nacimiento de James (Jaime) Nathaniel Iglesias el 18 de mayo de 2004. Una semana antes de su fallecimiento anunció que iba a tener un segundo hijo con la modelo.

### Muerte
A las 2:30 horas de la madrugada del lunes 19 de diciembre de 2005, Julio Iglesias (de 90 años de edad) comenzó a quejarse de problemas respiratorios y un miembro del servicio llamó a un amigo del ginécologo que era médico. A las 6:14 horas llegaron a su casa los servicios de urgencias que diagnosticaron edema agudo pulmonar y le trasladaron al Hospital Clínico San Carlos de Madrid donde sufrió una parada cardiorrespiratoria a las 7:05 horas de la que no pudo recuperarse. Posteriormente fue llevado al tanatorio de La Paz en Tres Cantos para ser incinerado. Al evento asistieron algunos famosos como Enrique Ponce, Ortega Cano, Carlos Baute, Raphael, Rocío Jurado y Manuel de la Calva, al igual que todos sus familiares a excepción de su nieto Enrique Iglesias, quien no pudo asistir por problemas personales. Julio Iglesias Puga murió sin conocer a su hija Ruth, que nacería posteriormente meses más tarde en el Hospital Baptist Medical Center de Jacksonville.

## En la cultura popular
Para los periodistas del corazón sirvió como fuente de información constante, gratuita, amena y cordial sobre el clan Iglesias-Preysler. Tras conocerse su romance con Ronna Keith estos periodistas le pusieron el apodo de Papuchi ya que tenía una esposa a la que doblaba la edad y con la que había tenido un hijo con más de 80 años, apodo que valoró como entrañable y del que se sintió muy agradecido.
En el programa presentado por Javier Sardá, Crónicas Marcianas, eran conocidas las imitaciones que hizo del ginecólogo Carlos Latre, Julio Iglesias afirmó que le encantaba, aunque afirmó que no entendía por qué decía tanto la coletilla "raro, raro, raro". En 2004 las periodistas de la revista ¡Hola! Magel García y Julia Higueras realizaron el libro Voluntad de hierro. Biografía autorizada del doctor Iglesias, en el que se analizaba su etapa como soldado del ejército sublevado y su vida amorosa. El libro fue realizado a partir de las conversaciones que mantuvieron los periodistas con el ginecólogo.
Por otra parte, la cadena TVE tiene en proyecto el telefilme 19 días secuestro del Padre Iglesias donde se narra su secuestro a manos de ETA.
El cariñoso mote que le impusieron los periodistas en España (Papuchi) fue utilizado en tono de sátira y parodia en la sitcom española La que se avecina, siendo asignado en el show a Enrique Pastor (José Luis Gil), un personaje, que, al igual que el doctor Puga, mantuvo una relación con una mujer mucho más joven que él, Judith Becker (Cristina Castaño), una sexy y atractiva treintañera de profesión psicóloga y bastante neurótica, con quien acabó casándose y teniendo un hijo, y de la que se divorciaría tiempo después.
Al ser un hombre maduro en una relación con una muchacha joven, se estableció un paralelismo entre la relación de Iglesias Puga con Ronna, y se utilizó el mote asignado a este como objeto de broma en el show.
En 2024 se publicó la novela Moncayo estrés, del escritor y locutor Miguel Mena, afincado en Zaragoza y que guarda una estrecha relación con Trasmoz, lugar del secuestro, y la comarca. En ella, inspirada en el secuestro de 1981, se entremezclan en tono humorístico y de aventuras la realidad, el suspense de la investigación, el costumbrismo mágico y las leyendas de la zona.